# Leyla Tanlar
Leyla Tanlar (* 13. Dezember 1997 in Istanbul) ist eine türkische Schauspielerin.

## Leben und Karriere
Tanlar wurde am 13. Dezember 1997 in Istanbul geboren. Sie besuchte das Liceo Italiano. Danach studierte sie 2019 an der Koç Üniversitesi. Ihr Debüt gab sie 2014 in der Fernsehserie Paramparça. Danach bekam sie die Auszeichnung 'Most Promising Actor Award' von der Gelişim Üniversitesi. Anschließend spielte sie 2018 in Şahin Tepesi mit. Ihre erste Hauptrolle bekam Tanlar in Ferhat ile Şirin. Seit 2022 spielt sie in den Serien Kaçış und Güzel Günler die Hauptrolle.

## Filmografie
- 2014–2017: Paramparça
- 2018: Mehmed: Bir Cihan Fatihi
- 2018: Şahin Tepesi
- 2019: Ferhat ile Şirin
- 2022: Kaçış
- 2022: Güzel Günler